# 芦沢公一
芦沢 公一（あしざわ こういち、1969年12月1日 - ）は、山梨県中巨摩郡白根町（現：南アルプス市）出身の元プロ野球選手（投手）。

## 来歴・人物
韮崎工業高時代は、ノーヒットノーランを2回記録した。
1987年のプロ野球ドラフト会議で広島東洋カープから6位指名を受け入団した。
一軍登板のないまま、1992年オフに現役を引退した。
引退後は、広島東洋カープに残り打撃投手となった。

## 詳細情報

### 年度別投手成績
- 一軍公式戦出場なし

### 背番号
- 67 （1988年 - 1992年）
- 90（1993年 - 2002年）
- 107 （2003年 - ）